# Городской стадион (Ньиредьхаза)
«Вароши стадион» (венг. Nyíregyháza Városi Stadion, рус. Городской стадион) — многофункциональный стадион в Ньиредьхазе, Венгрия, домашний стадион футбольного клуба «Ньиредьхаза Шпартакуш». Вместимость стадиона составляет 10 500 мест.

## История
Стадион построен в 1958 году и имеет легкоатлетические дорожки. В 1995 году на стадионе проводился молодёжный чемпионат Европы по легкой атлетике.
В 1999—2002 годах проведена реконструкция стадиона. Установлено электронное табло, построена крытая трибуна на 4200 мест. Стадион соответствует требованиям УЕФА для проведения международных матчей.
Рекорд посещаемости стадиона — 28 000 человек, был установлен 1 ноября 1980 года.
На стадионе проводил свои домашние матчи в еврокубках клуб «Дебрецен», до введения в строй собственной арены.